# Мерсерсберг (Пенсилванија)
Мерсерсберг (енгл. Mercersburg) град је у америчкој савезној држави Пенсилванија.

## Демографија
По попису из 2010. године број становника је 1.561, што је 21 (1,4%) становника више него 2000. године.
| Група             | 2000.         | 2010.         |
| Белци             | 1.406 (91,3%) | 1.414 (90,6%) |
| Афроамериканци    | 100 (6,5%)    | 76 (4,9%)     |
| Азијати           | 9 (0,6%)      | 6 (0,4%)      |
| Хиспаноамериканци | 21 (1,4%)     | 46 (2,9%)     |
| Укупно            | 1.540         | 1.561         |